# Liriomyza kumaonensis
Liriomyza kumaonensis är en tvåvingeart som beskrevs av Garg 1971. Liriomyza kumaonensis ingår i släktet Liriomyza och familjen minerarflugor. Inga underarter finns listade i Catalogue of Life.